# Amenia (New York)
Amenia ist eine Town in den Vereinigten Staaten, Dutchess County, New York.
Bei einem Zensus von 2020 wurden 3769 Einwohner gezählt.
Der Name leitet sich aus dem Lateinischen amoena ab, der "lieblich gelegen" bedeutet.
Die Town of Amenia liegt an der östlichen Grenze des Countys. Die Stadt hat Zugverbindungen nach New York City über die Metro-North Railroad. Die lokale Zugstation heißt Wassaic, benannt nach dem Dorf Wassaic, das ein Teil von Amenia ist.

## Geographie
Nach den Angaben des United States Census Bureaus hat die Town eine Gesamtfläche von 113,0 km², wovon 111,9 km² auf Land und 1,1 km² (= 0,97 %) auf Gewässer entfallen. Im Osten grenzt Amenia an Connecticut. Der U.S. Highway 44 führt durch den nördlichen Teil Amenias, und überwiegend gemeinsam sowie in Nord-Süd-Richtung verlaufen NY 22 und NY 343 durch Amenia. Den Westen der Town of Amenia entwässert der durch Wassaic fließende Wassaic Creek.

### Ortschaften innerhalb von Amenia
- Amenia – ein Census-designated place und Weiler im Nordosten des Stadtgebietes
- Amenia Union – ein Weiler im Osten an der Grenze zu Connecticut
- Leedsville – im Nordosten der Town, östlich des Weilers Amenia
- Sharon Station – ein Weiler an der nördlichen Stadtgrenze
- Smithfield – ein Weiler im nordwestlichen Teil der Town
- South Amenia – ein Weiler an der Kreuzung der County Routes 2 und 3 im Osten der Town
- Wassaic – ein Weiler im südlich-zentralen Bereich der Town

## Persönlichkeiten

### Söhne und Töchter Amenias
- Roswell Hopkins (1757–1829), US-amerikanischer Politiker und Richter der Vermont Secretary of State
- Obadiah German (1766–1842), US-Senator[2]
- John Miller (1774–1862), Arzt und Kongressabgeordneter für New York.[2]
- Samuel Herrick (1779–1852), Kongressabgeordneter aus Ohio[2]
- William H. Ray (1812–1881), Politiker
- Joel Benton (1832–1911), Poet und Schriftsteller

### Persönlichkeiten, die vor Ort gewirkt haben
- Gail Borden (1801–1874), Erfinder eröffnete eine Produktionsanlage in Amenia
- Erastus Otis Haven (1820–1881), Bischof der Methodistenkirche, ehemaliger Direktor des Priesterseminars in Amenia
- Joel Elias Spingarn (1875–1939), Lehrer, Literaturkritiker und Bürgerrechtler
- Lewis Mumford (1895–1990), Architekturkritiker und  Wissenschaftshistoriker
- Frank Stella (1936–2024), Maler, lebte in Amenia
- Michael Cole (* 1968), Kommentator für World Wrestling Entertainment

Die Asche von Margaret Hamilton wurde nach ihrer Einäscherung auf einem Friedhof in Poughkeepsie bestattet. Hamilton war bekannt für ihre Rolle der Miss Almira Gulch, der bösen Hexe des Westens, in der Musicalverfilmung von 1939 des Buches Der Zauberer von Oz.